# Konklawe 1830–1831
Konklawe 14 grudnia 1830 – 2 lutego 1831 – konklawe, które wybrało na papieża Grzegorza XVI. Był ostatnim, jak dotąd, papieżem, który w chwili wyboru nie był biskupem. Zarazem było to ostatnie konklawe, które trwało dłużej niż tydzień.

## Śmierć Piusa VIII
Pius VIII zmarł 30 listopada 1830 w wieku 69 lat. W trakcie swego 20-miesięcznego pontyfikatu złagodził policyjno-klerykalny reżim panujący w Państwie Kościelnym, natomiast w polityce zagranicznej reprezentował postawę skrajnie proaustriacką. Jego sekretarzem stanu był blisko związany z austriackim kanclerzem Metternichem kardynał Giuseppe Albani.

## Lista uczestników
W konklawe wzięło 45 z 54 kardynałów, w tym 36 Włochów, czterech Francuzów, dwóch Hiszpanów oraz po jednym Niemcu, Maltańczyku i Angliku:
- Bartolomeo Pacca (nominacja 23 lutego 1801) – kardynał biskup Ostia e Velletri; dziekan Świętego Kolegium Kardynałów; prodatariusz Jego Świątobliwości; sekretarz Świętej Kongregacji Rzymskiej i Powszechnej Inkwizycji; prefekt Świętej Kongregacji ds. Ceremoniału; prefekt Świętej Kongregacji ds. Korekty Ksiąg Obrządków Wschodnich; archiprezbiter bazyliki laterańskiej

- Pietro Francesco Galleffi (11 lipca 1803) – kardynał biskup Porto e Santa Rufina e Civitavecchia; subdziekan Świętego Kolegium Kardynałów; kamerling Świętego Kościoła Rzymskiego; archiprezbiter bazyliki watykańskiej; prefekt Fabryki Świętego Piotra; komendatariusz opactwa terytorialnego Subiaco

- Tommaso Arezzo (8 marca 1816) – kardynał biskup Sabiny; komendatariusz kościoła prezbiterialnego S. Lorenzo in Damaso; wicekanclerz Świętego Kościoła Rzymskiego

- Emmanuele de Gregorio (8 marca 1816) – kardynał biskup Frascati; komendatariusz kościoła prezbiterialnego S. Alessio; penitencjariusz większy; prefekt Świętej Kongregacji ds. Soboru Trydenckiego; archimandryta Messyny

- Giovanni Francesco Falzacappa (10 marca 1823) – kardynał biskup Albano; prefekt Trybunału Apostolskiej Sygnatury Sprawiedliwości

- Carlo Maria Pedicini (10 marca 1823) – kardynał biskup Palestriny; prefekt Świętej Kongregacji ds. Obrzędów; pro-sekretarz ds. Memoriałów

- Luigi Ruffo Scilla (23 lutego 1801) – kardynał prezbiter S. Martino ai Monti; protoprezbiter Świętego Kolegium Kardynałów; arcybiskup Neapolu

- Joseph Fesch (17 stycznia 1803) – kardynał prezbiter S. Lorenzo in Lucina; komendatariusz kościoła prezbiterialnego S. Maria della Vittoria; arcybiskup Lyonu i prymas Galii

- Carlo Oppizzoni (26 marca 1804) – kardynał prezbiter S. Bernardo alle Terme; arcybiskup Bolonii

- Giuseppe Morozzo Della Rocca (8 marca 1816) – kardynał prezbiter S. Maria degli Angeli; arcybiskup Novary

- Benedetto Naro (8 marca 1816) – kardynał prezbiter S. Clemente; prefekt Świętej Kongregacji ds. Dyscypliny Zakonnej; archiprezbiter bazyliki liberiańskiej

- Giorgio Doria Pamphili (8 marca 1816) – kardynał prezbiter S. Cecilia; wielki przeor zakonu joannitów w Rzymie

- Fabrizio Sceberras Testaferrata (8 marca 1816) – kardynał prezbiter S. Pudenziana; arcybiskup Senigallii

- Antonio Pallotta (10 marca 1823) – kardynał prezbiter S. Silvestro in Capite

- Ercole Dandini (10 marca 1823) – kardynał prezbiter S. Balbina; prefekt Świętej Kongregacji Dobrego Rządu

- Carlo Odescalchi (10 marca 1823) – kardynał prezbiter Ss. XII Apostoli; prefekt Świętej Kongregacji ds. Biskupów i Zakonników

- Placido Zurla OSBCam (10 marca 1823) – kardynał prezbiter S. Croce in Gerusalemme; prefekt Świętej Kongregacji ds. Studiów; prefekt Świętej Kongregacji ds. Rezydencji Biskupów; wikariusz generalny diecezji rzymskiej; tytularny arcybiskup Edessy

- Giovanni Battista Bussi (3 maja 1824) – kardynał prezbiter S. Pancrazio; arcybiskup Benewentu

- Karl Kajetan Gaisruck (27 września 1824) – kardynał prezbiter S. Marco; arcybiskup Mediolanu

- Pedro de Inguanzo y Rivera (20 grudnia 1824) – kardynał prezbiter bez tytułu; arcybiskup Toledo i prymas Hiszpanii

- Ludovico Micara OFMCap (20 grudnia 1824) – kardynał prezbiter Ss. IV Coronati

- Gustav-Maximilien-Just de Croy (21 marca 1825) – kardynał prezbiter S. Sabina; arcybiskup Rouen

- Mauro Cappellari OSBCam (21 marca 1825) – kardynał prezbiter S. Callisto; prefekt generalny Świętej Kongregacji Rozkrzewiania Wiary

- Pietro Caprano (2 października 1826) – kardynał prezbiter Ss. Nereo ed Achilleo; prefekt Świętej Kongregacji Indeksu

- Giacomo Giustiniani (2 października 1826) – kardynał prezbiter Ss. Marcellino e Pietro; arcybiskup Imoli

- Vincenzo Macchi (2 października 1826) – kardynał prezbiter Ss. Giovanni e Paolo; legat apostolski w Rawennie

- Giacomo Filippo Fransoni (2 października 1826) – kardynał prezbiter S. Maria in Aracoeli; prefekt Świętej Kongregacji Kościelnych Immunitetów; prefekt ds. ekonomicznych Świętej Kongregacji Rozkrzewiania Wiary

- Benedetto Barberini (2 października 1826) – kardynał prezbiter S. Maria sopra Minerva

- Giovanni Antonio Benvenuti (2 października 1826) – kardynał prezbiter Ss. Quirico e Giulitta; biskup Osimo e Cingoli

- Ignazio Nasalli (25 czerwca 1827) – kardynał prezbiter S. Agnese fuori le mura

- Joaquim-Jean-Xavier d'Isoard (25 czerwca 1827) – kardynał prezbiter S. Pietro in Vincoli; arcybiskup Auch

- Antonio Domenico Gamberini (15 grudnia 1828) – kardynał prezbiter S. Prassede; biskup Orvieto

- Cesare Nembrini Pironi Gonzaga (27 lipca 1829) – kardynał prezbiter S. Anastasia; biskup Ankony

- Thomas Weld (15 marca 1830) – kardynał prezbiter S. Marcello

- Raffaele Mazio (15 marca 1830) – kardynał prezbiter S. Maria in Trastevere

- Louis-François-Auguste de Rohan Chabot (5 lipca 1830) – kardynał prezbiter bez tytułu; arcybiskup Besançon

- Giuseppe Albani (23 lutego 1801) – kardynał diakon S. Maria in Via Lata; protodiakon Świętego Kolegium Kardynałów; sekretarz stanu Stolicy Apostolskiej; prefekt Świętej Kongregacji ds. Sanktuarium Loreto;  prefekt Świętej Kongregacji ds. Ekonomicznych; przewodniczący Kongregacji ds. Renowacji Bazyliki S. Paolo fuori le mura; sekretarz ds. Brewe Apostolskich; bibliotekarz Świętego Kościoła Rzymskiego; protektor Austrii i królestwa Sardynii

- Agostino Rivarola (1 października 1817) – kardynał diakon S. Maria ad Martyres; prefekt Świętej Kongregacji ds. Wód, Bagien Pontyjskich i Doliny Chiana

- Cesare Guerrieri Gonzaga (27 września 1819) – kardynał diakon S. Adriano

- Antonio Maria Frosini (10 marca 1823) – kardynał diakon S. Maria in Cosmedin; prefekt Świętej Kongregacji ds. Odpustów i Świętych Relikwii

- Tommaso Riario Sforza (10 marca 1823) – kardynał diakon S. Giorgio in Velabro; legat apostolski w Forlì

- Tommaso Bernetti (2 października 1826) – kardynał diakon S. Cesareo in Palatio; legat apostolski w Bolonii

- Belisario Cristaldi (2 października 1826) – kardynał diakon S. Maria in Portico; kamerling Świętego Kolegium Kardynałów; komendatariusz opactwa terytorialnego Farfa

- Juan Francisco Marco y Catalán (15 grudnia 1828) – kardynał diakon S. Agata alla Suburra

- Domenico de Simone (15 marca 1830) – kardynał diakon S. Angelo in Pescheria; legat apostolski w Ferrarze

22 elektorów mianował Pius VII, 18 Leon XII, a 5 – Pius VIII.

### Nieobecni
9 kardynałów (4 Włochów, austriacki Niemiec, Francuz, Hiszpan, Portugalczyk i Słowak) nie uczestniczyło w konklawe:
- Cesare Brancadoro (23 lutego 1801) – kardynał prezbiter S. Agostino; arcybiskup Fermo

- Rudolf Johann Habsburg (4 czerwca 1819) – kardynał prezbiter S. Pietro in Montorio; arcybiskup Ołomuńca

- Bonaventura Gazzola OFMRef (3 maja 1824) – kardynał prezbiter S. Bartolomeo all'Isola; biskup Montefiascone e Corneto

- Patrício da Silva OESA (27 września 1824) – kardynał prezbiter bez tytułu; patriarcha Lizbony

- Teresio Maria Carlo Vittorio Ferrero della Marmora (27 września 1824) – kardynał prezbiter bez tytułu

- Jean-Baptist-Marie-Anne-Antoine de Latil (13 marca 1826) – kardynał prezbiter S. Sisto; arcybiskup Reims

- Francisco Javier de Cienfuegos y Jovellanos (13 marca 1826) – kardynał prezbiter bez tytułu; arcybiskup Sewilli

- Alexander Rudnay Divékújfalusi (2 października 1826) – kardynał prezbiter bez tytułu; arcybiskup Esztergom i prymas Węgier

- Giovanni Caccia-Piatti (8 marca 1816) – kardynał diakon Ss. Cosma e Damiano; prefekt Trybunału Apostolskiej Sygnatury Łaski

Trzech nieobecnych mianował Pius VII, pozostałych sześciu – Leon XII.

## Podziały i kandydaci
Kolegium Kardynalskie podzieliło się na dwa bloki. Przywódcą pierwszego, proaustriackiego był sekretarz stanu Piusa VIII Giuseppe Albani, natomiast drugi (nieco liczniejszy) skupił się wokół kardynała Bernettiego. Choć Bernetti był sekretarzem stanu za konserwatywnego papieża Leona XII, a Albani uchodził do tej pory za "progresistę", obecnie to Bernetti reprezentował postawę umiarkowanie liberalną, natomiast Albani dążył do zachowania w Kościele status quo. Za głównych papabile uważano kardynałów Paccę de Gregorio i Giustinianiego.

## Przebieg konklawe
Konklawe rozpoczęło się 14 grudnia w pałacu na Kwirynale z udziałem 35 kardynałów. 16 grudnia na konklawe weszli kardynałowie Ruffo-Scila i Macchi, 19 grudnia dotarli Nembrini Pironi Gonzaga, Morozzo oraz austriacki kardynał Gaisruck, 22 grudnia do grona elektorów dołączył Gamberini, a 31 grudnia Fesch. Tym samym, na koniec grudnia 1830 w konklawe uczestniczyło 42 kardynałów. 1 stycznia 1831 dotarł kardynał Isoard, 9 stycznia kardynał de Croy, a jako ostatni 22 stycznia wszedł na konklawe Hiszpan Inguanzo y Rivera, ustalając liczbę elektorów na 45.
Początkowo najwięcej głosów otrzymywali kardynałowie Pacca i De Gregorio, po kilku głosowaniach ich zwolennicy doszli do wniosku, że żaden z nich nie jest w stanie uzyskać wymaganej większości. Wówczas wysunięto kandydaturę Giacomo Giustinianiego, który stopniowo zyskiwał coraz większe poparcie, jednak weto króla Hiszpanii Ferdynanda VII, zgłoszone dnia 8 stycznia 1831 przez kardynała Marco y Catalána zamknęło mu drogę do pontyfikatu (w chwili zgłoszenia weta brakowało mu tylko 2 głosów do zwycięstwa). Na początku stycznia sporo głosów otrzymywali umiarkowany konserwatysta de Gregorio i uchodzący za "progresistę" kardynał Pacca, jednak żaden z nich nie został wybrany. 4 stycznia Albani wysunął kandydaturę kardynała Macchi, ale bez większych sukcesów – otrzymywał on jedynie 4-5 głosów, jedynie w głosowaniu 19 stycznia zagłosowało na niego 12 elektorów, przy 30 koniecznych do wyboru.
Kandydatem, który w końcu uzyskał wystarczające poparcie, okazał się mnich kamedulski Mauro Alberto Capellari, prefekt Kongregacji Rozkrzewiania Wiary, wcześniej nie wymieniany w gronie faworytów. Kandydaturę tę zaproponował Bernetti, a poparli ją, wbrew stanowisku Albaniego, także kardynałowie będący poddanymi Wiednia (m.in. Gaisruck).

## Wybór Grzegorza XVI
2 lutego 1831 roku, po upływie półtora miesiąca, wyniki porannego głosowania były następujące:
- Capellari – 32 głosy
- Pacca – 7 głosów
- De Gregorio – 3 głosy
- Galleffi – 2 głosy
- Gazzola – 1 głos

Kardynał Capellari został zatem wybrany na papieża, uzyskując o dwa głosy więcej niż wymagane 2/3. Przyjął wybór i przybrał imię Grzegorz XVI, na cześć Grzegorza XV, twórcy Kongregacji Rozkrzewiania Wiary, której był prefektem. Ponieważ w chwili wyboru nie był jeszcze biskupem, 6 lutego przyjął sakrę biskupią z rąk dziekana Świętego Kolegium Bartolomeo Pacci. Tego samego dnia został uroczyście koronowany przez protodiakona Giuseppe Albaniego.

## Wyniki głosowań
Wyniki poszczególnych głosowań są znane dzięki zachowanym zapiskom ceremoniarza papieskiego Pietro Dardano, które opublikowano drukiem w 1879. Łącznie odbyło się ich 101, gdyż każdego dnia odbywały się po dwa głosowania - jedno poranne i drugie wieczorne. Każde głosowanie składało się z fazy skrutynium oraz późniejszego pisemnego akcesu. Głosy przyłączone na poszczególnych kandydatów w fazie akcesu podano w nawiasach. Dla ustalenia całkowitego wyniku kandydata należy zsumować głosy z obu faz
| Data             | Głosowanie poranne | Głosowanie wieczorne |
| ---------------- | --- | --- |
| 15 grudnia 1830  | Pacca 12 (+1) De Gregorio 5 (+5) Dandini 1 (+1) Odescalchi 1 Zurla 2 Gazzola 1 Cappellari 5 (+1) Giustiniani 2 (+1) Macchi 1 Fransoni 4 (+1)   | Pacca 11 (+4) De Gregorio 8 (+3) Dandini 1 (+1) Zurla 2 Gazzola 1 Cappellari 4 (+1) Giustiniani 2 (+1) Macchi 1 Fransoni 4 (+1)                     |
| 16 grudnia 1830  | Pacca 9 (+1) De Gregorio 8 (+3) Oppizzoni 1 Dandini 1 Zurla 2 Gazzola 1 Cappellari 4 Giustiniani 2 (+1) Macchi 2 (+2) Fransoni 5 (+1)          | Pacca 10 (+4) De Gregorio 7 (+4) Dandini 1 Zurla 2 Gazzola 1 Cappellari 4 (+2) Giustiniani 2 (+1) Macchi 2 (+1) Fransoni 5 (+1)                     |
| 17 grudnia 1830  | Pacca 10 (+4) De Gregorio 8 (+7) Oppizzoni 1 Dandini 1 Zurla 1 Gazzola 1 Cappellari 4 (+1) Giustiniani 2 Macchi 4 (+2) Fransoni 4 (+1)         | Pacca 11 (+1) De Gregorio 7 (+7) Dandini 2 Zurla 1 Gazzola 1 Cappellari 4 (+1) Giustiniani 2 Macchi 4 Fransoni 4 (+1)                               |
| 18 grudnia 1830  | Pacca 11+2 De Gregorio 7 (+6) Dandini 2 Zurla 1 Gazzola 1 Cappellari 4 (+3) Giustiniani 2 (+1) Macchi 4 (+1) Fransoni 5 (+1)                   | Pacca 12 (+3) De Gregorio 8 (+4) Dandini 1 Gazzola 1 Cappellari 4 (+4) Giustiniani 2 (+1) Macchi 3 Fransoni 6 (+1)                                  |
| 19 grudnia 1830  | Pacca 10 (+3) De Gregorio 10 (+5) Dandini 2 Gazzola 1 Cappellari 4 (+2) Giustiniani 2 (+1) Macchi 3 Fransoni 5 (+1)                            | Pacca 11(+3) De Gregorio 10 (+5) Dandini 2 Gazzola 1 Cappellari 4 (+2) Giustiniani 2 (+1) Macchi 3 Fransoni 4 (+1)                                  |
| 20 grudnia 1830  | Pacca 11 (+4) De Gregorio 12 (+5) Dandini 1 Gazzola 1 Cappellari 4 (+2) Giustiniani 3 (+1) Macchi 3 Fransoni 4 (+1)                            | Pacca 12 (+1) De Gregorio 11 (+4) Dandini 1 Gazzola 1 Cappellari 4 (+2) Giustiniani 3 (+1) Macchi 3 Fransoni 4 (+1)                                 |
| 21 grudnia 1830  | Pacca 11 (+4) De Gregorio 12 (+4) Dandini 1 Gazzola 1 Cappellari 4 (+2) Giustiniani 3 (+1) Macchi 3 Fransoni 4 (+1)                            | Pacca 12 (+2) De Gregorio 10 (+5) Dandini 1 Gazzola 1 Micara 1 Cappellari 4 (+2) Giustiniani 3 (+1) Macchi 3 Fransoni 4 (+1)                        |
| 22 grudnia 1830  | Pacca 12 (+4) De Gregorio 11 (+4) Dandini 1 Gazzola 1 Cappellari 4 (+3) Giustiniani 3 (+1) Macchi 4 Fransoni 4 (+1)                            | Pacca 12 (+4) De Gregorio 11 (+5) Dandini 1 Gazzola 1 Cappellari 4 (+3) Giustiniani 3 (+1) Macchi 4 Fransoni 4                                      |
| 23 grudnia 1830  | Pacca 13 (+3) De Gregorio 11 (+6) Dandini 1 Gazzola 1 Cappellari 4 (+1) Giustiniani 3 (+1) Macchi 3 (+1) Fransoni 4 (+1) Nembrini 1 (+1)       | Pacca 12 (+2) De Gregorio 11 (+6) Dandini 2 Gazzola 1 Micara 1 Cappellari 4 (+2) Giustiniani 3 (+1) Macchi 3 (+1) Fransoni 4 (+1)                   |
| 24 grudnia 1830  | Pacca 12 (+3) De Gregorio 12 (+4) Dandini 1 Zurla 1 (+1) Gazzola 1 Cappellari 4 (+2) Giustiniani 3 (+2) Macchi 3 (+1) Fransoni 4 (+1)          | Pacca 13 (+3) De Gregorio 12 (+4) Dandini 1 Zurla 1 Gazzola 1 Cappellari 4 (+1) Giustiniani 3 (+3) Macchi 3 Fransoni 3 (+1)                         |
| 25 grudnia 1830  | Pacca 14 (+3) De Gregorio 10 (+6) Dandini 1 (+1) Zurla 1 (+1) Gazzola 1 Cappellari 5 (+3) Giustiniani 3 (+4) Macchi 3 Fransoni 3               | Pacca 12 (+4) De Gregorio 11 (+3) Dandini 1 Zurla 1 (+1) Gazzola 1 Cappellari 5 (+2) Giustiniani 4 (+4) Macchi 2 (+1) Fransoni 4 (+1)               |
| 26 grudnia 1830  | Pacca 12 (+3) De Gregorio 12 (+4) Dandini 1 Gazzola 1 Cappellari 5 (+2) Giustiniani 4 (+5) Macchi 2 (+1) Fransoni 4 (+1) Benvenuti 1           | Pacca 13 (+2) De Gregorio 11 (+5) Dandini 1 Gazzola 1 Cappellari 5 (+2) Giustiniani 4 (+5) Macchi 2 (+1) Fransoni 4 (+1)                            |
| 27 grudnia 1830  | Pacca 15 (+4) De Gregorio 10 (+5) Gazzola 1 Cappellari 5 (+2) Giustiniani 4 (+3) Macchi 2 (+1) Fransoni 3 Benvenuti 1                          | Pacca 16 (+3) De Gregorio 9 (+6) Zurla 1 (+1) Gazzola 1 Cappellari 4 (+1) Giustiniani 4 (+2) Macchi 2 (+2) Fransoni 4 Benvenuti 1                   |
| 28 grudnia 1830  | Pacca 17 (+2) De Gregorio 10 (+5) Gazzola 1 Cappellari 3 (+1) Giustiniani 4 (+4) Macchi 2 (+1) Fransoni 3 Benvenuti 1                          | Pacca 17 (+2) De Gregorio 9 (+6) Gazzola 1 Cappellari 3 (+1) Giustiniani 7 (+9) Macchi 1 (+1) Fransoni 2 Benvenuti 1                                |
| 29 grudnia 1830  | Pacca 15 (+1) De Gregorio 6 (+10) Gazzola 1 Cappellari 3 (+2) Giustiniani 12 (+4) Macchi 1 (+1) Fransoni 2                                     | Pacca 15 (+1) De Gregorio 6 (+10) Gazzola 1 Cappellari 2 (+2) Giustiniani 14 (+3) Macchi 1 (+1) Fransoni 2                                          |
| 30 grudnia 1830  | Pacca 15 (+2) De Gregorio 5 (+11) Gazzola 1 Cappellari 1 (+2) Giustiniani 14 (+2) Macchi 3 Fransoni 2                                          | Pacca 14 (+2) De Gregorio 5 (+11) Gazzola 1 Cappellari 1 (+2) Giustiniani 14 (+2) Macchi 3 Fransoni 3                                               |
| 31 grudnia 1830  | Pacca 15 (+1) De Gregorio 4 (+9) Dandini 1 Gazzola 1 Cappellari 1 (+2) Giustiniani 14 (+4) Macchi 2 (+1) Fransoni 3                            | Pacca 14 (+3) De Gregorio 5 (+7) Gazzola 1 Cappellari 1 (+2) Giustiniani 14 (+5) Macchi 2 (+1) Fransoni 4 (+1)                                      |
| 1 stycznia 1831  | Pacca 15 (+3) De Gregorio 6 (+8) Gazzola 1 Cappellari 1 (+2) Giustiniani 14 (+5) Macchi 3 (+1) Fransoni 2 (+1)                                 | Pacca 15 (+3) De Gregorio 6 (+8) Gazzola 1 Cappellari 1 (+3) Giustiniani 14 (+5) Macchi 3 (+1) Fransoni 2                                           |
| 2 stycznia 1831  | Pacca 15 (+2) De Gregorio 5 (+10) Gazzola 1 Cappellari 2 (+2) Giustiniani 15 (+4) Macchi 3 (+1) Fransoni 2                                     | Pacca 14 (+1) De Gregorio 5 (+10) Gazzola 1 Micara 1 Cappellari 3 (+3) Giustiniani 16 (+3) Macchi 2 Fransoni 2                                      |
| 3 stycznia 1831  | Pacca 16 (+2) De Gregorio 4 (+10) Gazzola 1 Cappellari 2 (+3) Giustiniani 15 (+4) Macchi 2 (+1) Fransoni 3                                     | Pacca 17 (+2) De Gregorio 4 (+9) Gazzola 1 Cappellari 1 (+5) Giustiniani 14 (+5) Macchi 2 (+3) Fransoni 3 Benvenuti 1                               |
| 4 stycznia 1831  | Pacca 16 (+3) De Gregorio 5 (+9) Gazzola 1 Cappellari 1 (+4) Giustiniani 14 (+5) Macchi 3 (+2) Fransoni 3                                      | Pacca 17 (+1) De Gregorio 3 (+10) Gazzola 1 Cappellari 2 (+3) Giustiniani 14 (+5) Macchi 2 (+1) Fransoni 3                                          |
| 5 stycznia 1831  | Pacca 17 (+2) De Gregorio 4 (+8) Oppizzoni 0 (+2) Gazzola 1 Cappellari 1 (+4) Giustiniani 14 (+4) Macchi 2 Fransoni 3                          | Pacca 18 (+1) De Gregorio 2 (+10) Gazzola 1 Cappellari 2 (+5) Giustiniani 15 (+3) Macchi 2+1 Fransoni 3                                             |
| 6 stycznia 1831  | Pacca 15 (+3) De Gregorio 4 (+8) Dandini 1 Gazzola 1 Cappellari 1 (+3) Giustiniani 15 (+3) Macchi 2 Fransoni 3 Weld 1 (+3)                     | Pacca 15 (+1) De Gregorio 3 (+8) Zurla 1 (+1) Gazzola 1 Cappellari 1 (+2) Giustiniani 16 (+4) Macchi 2 Fransoni 3 Weld 1 (+3)                       |
| 7 stycznia 1831  | Pacca 14 (+1) Galeffi 1 (+1) De Gregorio 4 (+8) Gazzola 1 Cappellari 2 (+4) Giustiniani 16 (+5) Macchi 2 Fransoni 2 (+1) Weld 1 (+2)           | Pacca 15 (+1) Galeffi 1 (+1) De Gregorio 6 (+5) Gazzola 1 Cappellari 3 (+3) Giustiniani 10 (+8) Macchi 2 Fransoni 3 Benvenuti 1 Weld 1 (+1)         |
| 8 stycznia 1831  | Pacca 15 (+3) Galeffi 1 (+2) De Gregorio 5 (+8) Falzacappa 1 Dandini 1 Gazzola 1 Cappellari 5 (+2) Giustiniani 8 (+7) Macchi 2 Fransoni 4 (+2) | Pacca 16 (+2) Galeffi 1 (+3) De Gregorio 3 (+6) Dandini 1 Gazzola 1 Cappellari 3 (+4) Giustiniani 13 (+3) Macchi 1 (+1) Fransoni 3 (+3) Benvenuti 1 |
| 9 stycznia 1831  | Pacca 14 (+3) Galeffi 2 (+2) Arezzo 1 De Gregorio 6 (+8) Dandini 1 Gazzola 1 Cappellari 6 (+4) Giustiniani 6 Macchi 3 (+1) Fransoni 3 (+2)     | Pacca 16 (+3) Galeffi 2 (+2) De Gregorio 8 (+6) Dandini 1 Zurla 1 (+2) Gazzola 1 Cappellari 5 (+3) Giustiniani 3 (+2) Macchi 1 (+2) Fransoni 5 (+1) |
| 10 stycznia 1831 | Pacca 17 (+1) Galeffi 2 (+3) De Gregorio 9 (+5) Dandini 1 (+1) Zurla 1 (+3) Gazzola 1 Cappellari 6 (+3) Giustiniani 1 (+3) Fransoni 5 (+1)     | Pacca 16 (+2) Galeffi 2 (+1) De Gregorio 6 (+4) Dandini 1 (+1) Gazzola 1 Cappellari 15 (+4) Fransoni 2 (+3)                                         |
| 11 stycznia 1831 | Pacca 18 (+3) De Gregorio 5 (+6) Dandini 1 (+1) Gazzola 1 Cappellari 17 (+5) Fransoni 1 (+3)                                                   | Pacca 17 (+1) De Gregorio 4 (+6) Pedicini 1 (+1) Gazzola 1 Cappellari 19 (+3) Fransoni 1 (+2)                                                       |
| 12 stycznia 1831 | Pacca 17 (+2) De Gregorio 3 (+3) Gazzola 1 Cappellari 21 (+2) Fransoni 1 (+2) Nembrini 1 (+1)                                                  | Pacca 17 (+2) De Gregorio 4 (+4) Gazzola 1 Cappellari 20 (+3) Fransoni 1 (+2) Nembrini 1 (+3)                                                       |
| 13 stycznia 1831 | Pacca 18 (+1) Galeffi 1 (+1) De Gregorio 4 (+4) Gazzola 1 Cappellari 19 (+3) Nembrini 1 (+4)                                                   | Pacca 17 (+1) De Gregorio 4 (+4) Zurla 1 (+1) Gazzola 1 Cappellari 19 (+2) Fransoni 1 Nembrini 1 (+2)                                               |
| 14 stycznia 1831 | Pacca 16 (+1) Galeffi 1 (+2) De Gregorio 4 (+4) Gazzola 1 Cappellari 19 (+5) Macchi 1 (+1) Fransoni 1 Nembrini 1 (+2)                          | Pacca 16 (+1) Galeffi 1 (+1) De Gregorio 1 (+3) Gazzola 1 Cappellari 20 (+1) Fransoni 1 (+1) Nembrini 1 (+1)                                        |
| 15 stycznia 1831 | Pacca 15 (+2) Galeffi 1 (+2) De Gregorio 4 (+4) Gazzola 1 Cappellari 22 (+3) Fransoni 1 (+1) Nembrini 1 (+2)                                   | Pacca 14 (+2) Galeffi 1 (+2) De Gregorio 4 (+3) Gazzola 1 Cappellari 23 (+2)                                                                        |
| 16 stycznia 1831 | Pacca 15 Dandini 4 (+3) Gazzola 1 Cappellari 22 (+1) Fransoni 2 (+5)                                                                           | Pacca 16 Galeffi 1 (+5) De Gregorio 3 (+3) Gazzola 1 Cappellari 21 (+3) Macchi 1 Fransoni 1 (+3)                                                    |
| 17 stycznia 1831 | Pacca 14 (+1) Galeffi 1 (+8) De Gregorio 3 (+3) Gazzola 1 Cappellari 21 Macchi 3 (+2) Fransoni 1 (+5)                                          | Pacca 14 (+1) Galeffi 1 (+9) De Gregorio 3 (+2) Gazzola 1 Cappellari 21 (+1) Macchi 3 (+4) Fransoni 1 (+3)                                          |
| 18 stycznia 1831 | Pacca 16 Galeffi 2 (+4) De Gregorio 2 (+2) Gazzola 1 Cappellari 20 (+4) Macchi 2 (+7) Fransoni 1 (+2)                                          | Pacca 16 (+1) Galeffi 2 (+4) De Gregorio 2 (+2) Gazzola 1 Cappellari 20 (+2) Macchi 2 (+5) Fransoni 1 (+3)                                          |
| 19 stycznia 1831 | Pacca 16 (+1) Galeffi 1 (+4) De Gregorio 2 (+2) Gazzola 1 Cappellari 20 (+2) Macchi 3 (+7) Fransoni 1 (+2)                                     | Pacca 16 (+1) Galeffi 1 (+4) De Gregorio 2 (+1) Gazzola 1 Cappellari 20 (+1) Macchi 3 (+8) Fransoni 1 (+3)                                          |
| 20 stycznia 1831 | Pacca 16 (+2) Galeffi 1 (+4) De Gregorio 2 (+3) Gazzola 1 Cappellari 20 (+1) Macchi 3 (+4) Fransoni 1 (+3)                                     | Pacca 16 (+2) Galeffi 1 (+3) De Gregorio 2 (+4) Gazzola 1 Cappellari 20 (+1) Macchi 3 (+4) Fransoni 1 (+3)                                          |
| 21 stycznia 1831 | Pacca 16 (+2) Galeffi 1 (+3) De Gregorio 2 (+4) Gazzola 1 Cappellari 20 (+1) Macchi 3 (+4) Fransoni 1 (+3)                                     | Pacca 16 (+2) Galeffi 1 (+3) De Gregorio 2 (+4) Gazzola 1 Cappellari 20 (+1) Macchi 3 (+5) Fransoni 1 (+3)                                          |
| 22 stycznia 1831 | Pacca 16 (+2) Galeffi 1 (+3) De Gregorio 2 (+4) Gazzola 1 Cappellari 20 (+1) Macchi 3 (+2) Fransoni 1 (+4)                                     | Pacca 17 (+1) Galeffi 1 (+2) De Gregorio 2 (+5) Gazzola 1 Cappellari 20 (+1) Macchi 2 (+3) Fransoni 1 (+3)                                          |
| 23 stycznia 1831 | Pacca 16 (+2) Galeffi 1 (+2) De Gregorio 3 (+5) Gazzola 1 Cappellari 20 (+1) Macchi 3 (+4) Fransoni 1 (+3)                                     | Pacca 16 (+2) Galeffi 2 (+3) De Gregorio 3 (+5) Gazzola 1 Cappellari 20 (+1) Macchi 2 (+4) Fransoni 1 (+3)                                          |
| 24 stycznia 1831 | Pacca 17 (+2) Galeffi 1 (+3) De Gregorio 3 (+6) Gazzola 1 Cappellari 20 (+1) Macchi 2 (+4) Fransoni 1 (+3)                                     | Pacca 18 (+1) Galeffi 1 (+3) De Gregorio 2 (+8) Gazzola 1 Cappellari 21 (+1) Macchi 1 (+2) Fransoni 1 (+3)                                          |
| 25 stycznia 1831 | Pacca 18 (+1) Galeffi 1 (+2) De Gregorio 3 (+8) Gazzola 1 Cappellari 21 (+1) Fransoni 1 (+3)                                                   | Pacca 16 (+2) Galeffi 1 (+1) De Gregorio 3 (+9) Gazzola 1 Cappellari 22 (+1) Macchi 1 (+1) Fransoni 1 (+5)                                          |
| 26 stycznia 1831 | Pacca 17 (+1) Galeffi 1 (+2) De Gregorio 3 (+10) Gazzola 1 Cappellari 22 (+1) Fransoni 1 (+3)                                                  | Pacca 17 (+1) Galeffi 1 (+2) De Gregorio 3 (+9) Gazzola 1 Cappellari 22 (+1) Fransoni 1 (+3)                                                        |
| 27 stycznia 1831 | Pacca 17 (+1) Galeffi 1 (+2) De Gregorio 3 (+9) Gazzola 1 Cappellari 22 (+1) Fransoni 1 (+3)                                                   | Pacca 17 (+1) Galeffi 1 (+2) De Gregorio 3 (+9) Gazzola 1 Cappellari 22 (+1) Fransoni 1 (+3)                                                        |
| 28 stycznia 1831 | Pacca 17 (+1) Galeffi 1 (+2) De Gregorio 3 (+6) Gazzola 1 Cappellari 22 (+1) Fransoni 1 (+2)                                                   | Pacca 17 (+1) Galeffi 1 (+2) De Gregorio 3 (+6) Gazzola 1 Cappellari 22 (+1) Fransoni 1 (+1)                                                        |
| 29 stycznia 1831 | Pacca 17 (+1) Galeffi 2 (+4) De Gregorio 3 (+7) Gazzola 1 Cappellari 21 (+2) Fransoni 1 (+3)                                                   | Pacca 17 (+1) Galeffi 2 (+7) De Gregorio 3 (+7) Gazzola 1 Cappellari 21 (+3) Fransoni 1 (+3)                                                        |
| 30 stycznia 1831 | Pacca 17 (+1) Galeffi 2 (+8) De Gregorio 3 (+7) Gazzola 1 Cappellari 21 (+2) Fransoni 1 (+3)                                                   | Pacca 17 (+1) Galeffi 2 (+7) De Gregorio 3 (+5) Gazzola 1 Cappellari 21 (+1) Fransoni 1 (+2)                                                        |
| 31 stycznia 1831 | Pacca 16 (+2) Galeffi 3 (+8) De Gregorio 2 (+5) Gazzola 1 Cappellari 22 (+1) Fransoni 1 (+3)                                                   | Pacca 16 (+2) Galeffi 2 (+9) De Gregorio 3 (+3) Gazzola 1 Cappellari 22 (+1) Fransoni 1 (+3)                                                        |
| 1 lutego 1831    | Pacca 16(+2) Galeffi 2 (+12) De Gregorio 3 (+3) Gazzola 1 Cappellari 22 (+2) Fransoni 1 (+3)                                                   | Pacca 16 (+2) Galeffi 2 (+11) De Gregorio 2 (+6) Gazzola 1 Cappellari 22 (+3) Fransoni 1 (+2)                                                       |
| 2 lutego 1831    | Pacca 7 Galeffi 2 De Gregorio 3 Gazzola 1 Cappellari 32                                                                                        | |

## Uzupełniające źródła internetowe
- http://cardinals.fiu.edu/conclave-xix.htm#1831
- http://www.newadvent.org/cathen/07006a.htm
- http://www.pickle-publishing.com/papers/triple-crown-gregory-xvi.htm
- http://www.csun.edu/~hcfll004/SV1830.html